# Mae geri
Mae geri, ((ja) 前蹴り) est un terme japonais utilisé pour désigner un coup de pied de face dans plusieurs arts martiaux.

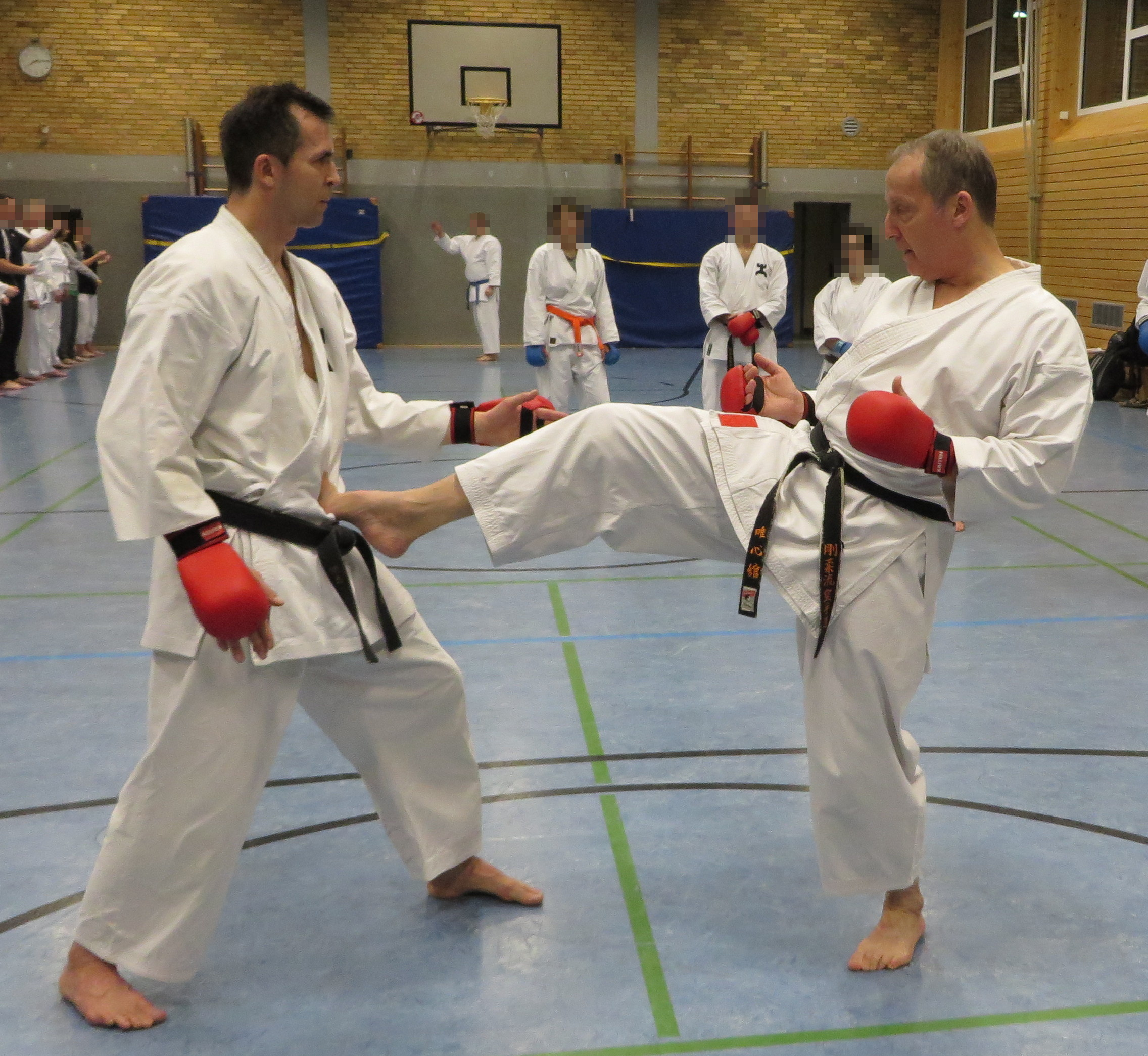
Mae-Geri en Karaté

## Techniques
Il existe différentes versions du Mae-Geri :
- Mae-ashi-geri : avec le pied avant ;
- Mae-Kakato-Geri : coup de pied avec talon vers l'avant ;
- Mae Kin Geri : avec le cou-de-pied ;
- Mae-Koshi-Geri : avec la plante du pied ;
- Mae-Tobi-Geri : bond en avant ;
- Nidan-Geri : double coup de pied en sautant ;
- Tsumasaki-Geri : avec la pointe des pieds.

Une distinction est généralement faite entre les coups de pied poussés (kekomi) et cassés (keage). Le Mae Geri Keage par exemple.